# 塔馬納島
塔馬納島是太平洋島國基里巴斯的島嶼，屬於吉爾伯特群島的一部分，位於奧諾托阿環礁東南面，長5公里、寬1.1公里，面積4.5平方公里，2005年人口875。
2°30′S 175°59′E / 2.500°S 175.983°E